# 136803 Calliemorgan
136803 Calliemorgan è un asteroide della fascia principale. Scoperto nel 1997, presenta un'orbita caratterizzata da un semiasse maggiore pari a 2,3814902 au e da un'eccentricità di 0,2371175, inclinata di 24,95079° rispetto all'eclittica.